# Batis orientalis
Batis orientalis е вид птица от семейство Platysteiridae.

## Разпространение
Видът е разпространен в Камерун, Централноафриканската република, Чад, Джибути, Еритрея, Етиопия, Кения, Нигер, Нигерия, Сомалия, Южен Судан, Судан и Уганда.